# Économétrie spatiale
L'économétrie spatiale est le domaine où l'analyse spatiale et de l'économétrie se croisent. De façon générale, l'économétrie diffère des autres branches de la statistique en se concentrant sur des modèles théoriques, dont les paramètres sont estimés à partir d'analyses de régression. L'économétrie spatiale est un cas particulier de cela, où le modèle théorique implique des interactions entre les différentes entités, ou alors que les observations données ne sont pas réellement indépendantes. Ainsi, des modèles intégrant l'auto-corrélation spatiale ou les effets de voisinage peuvent être estimés à l'aide des méthodes de l'économétrie spatiale. De tels modèles sont utilisés en science régionale, en économie de l'immobilier ou de l'enseignement ou même en géographie économique.

## Histoire
Le premier essai décrivant les aspects particuliers de l'économétrie spatiale a été publié en 1979 sous le titre de Spatial Econometrics par Jean Paelinck et Leo Klaassen. 
D'abord discipline à la marge de l'économétrie, l'économétrie spatiale, et plus généralement, le facteur spatial, tend depuis lors à être davantage intégré aux raisonnements économiques comme a pu le montrer Paul Krugman. Dans une certaine mesure, ceci est indubitablement lié à la croissance spectaculaire de données géoréférencées.